# Acido di Mead
L'acido di Mead è un acido grasso polinsaturo, con catena lineare di venti atomi di carbonio e tre doppi legami, tutti in configurazione cis. La sua notazione delta è 20:3Δ5c,8c,11c.

## Descrizione
È considerato un acido grasso ω-9, poiché ha un doppio legame tra carbonio 9 e 10, contando a partire dall'estremità opposta del gruppo carbossilico.
Prende il nome da James F. Mead (1916-1987), biochimico americano dell'UCLA, che lo identificò per la prima volta nel 1956 studiando il metabolismo dei ratti. Negli animali, può essere prodotto nuovamente dall'acido oleico.
Si trova negli oli di pesce, nel fegato e nelle ghiandole surrenali degli animali terrestri e nel cervello.
A temperatura ambiente è un liquido dall'aspetto oleoso che bolle a 78,0-80,0 °C con un indice di rifrazione a 20,4 °C di 1,49. È solubile in disolfuro di carbonio, eptano e metanolo.

## Effetti sulla salute
Gli enzimi elongasi e desaturasi che catalizzano la conversione di acido oleico (18:1Δ9c) un ω-9, acido linoleico (18:2Δ9c,12c) un ω-6, e alfa-linolenico (18:2Δ12c,15c), un ω-3, e i vari acidi eicosanoici , cioè con 20 atomi di carbonio, sia ω-9,  ω-6 e ω-3,  sono uguali, ma le famiglie ω-6 e ω-3 hanno un'affinità superiore a ω-9. Dal punto di vista biochimico si tratta di un'inibizione competitiva. In caso di carenza di acidi grassi essenziali, questa inibizione competitiva è ridotta dalla mancanza di precursori ω--3 e ω-6 e gli enzimi di responsabili della desaturazione / allungamento costituiscono più acido di Mead,  ω-9.  Il cosiddetto quoziente di tri/tetraene, o indice di Mead o di Holman, si riferisce al rapporto tra l'acido di Mead (20:3Δ5c,8c,11c) e l'acido arachidonico (20:4Δ5c,8c,11c,14c) ed è generalmente inferiore a 0,2 . Se questo valore viene superato, insieme ad altri fattori, si può sospettare la mancanza di acidi grassi essenziali. 
È un precursore della biosintesi di prostaglandine, trombossani e leucotrieni (gli eicosanoidi che formano la "cascata arachidonica"). I reni dei ratti con carenza di acidi grassi essenziali sono meno immunogeni quando trapiantati e si ritiene che i metaboliti dell'acido di Mead svolgano un ruolo importante nel modificare lo stato immunitario di questi organi. Alcuni studi hanno concluso che questo composto ha effetti immunomodulatori e antinfiammatori.L'acido di Mead è stato trovato possa ridurre l'attività osteoblastica. Ciò può essere importante nel trattamento delle condizioni in cui si desidera inibire la formazione ossea.